# Sere-Ngbaka-Mba jezici
Sere-Ngbaka-Mba jezici ogranak od (28) ubanških jezika iz Sudana i Demokratske Republike Kongo. Dijeli se na: 
a. Ngbaka-Mba jezici (19): 
a1. Ngbaka jezici (15) Demokratska Republika Kongo, Srednjoafrička Republika, Kongo:  
a. istočni (3): 
a1. Mayogo-Bangba (2):bangba, mayogo,
a2. Mundu (1): mündü,
b. zapadni (12):
b1. Baka-Gundi (5): baka, ganzi, gundi, limassa, ngombe,
b2. Bwaka (2): gilima, ngbaka ma'bo,
b3. Gbanzili (2): buraka, gbanziri,
b4. Monzombo (3): kpala, monzombo, yango.
a2. Mba (4) Demokratska Republika Kongo: dongo jezik, ma, mba, ndunga.
b. Sere (9): 
b1. Feroge-Mangaya (2) Sudan: feroge, mangayat.
b2. Indri-Togoyo (2) Sudan: indri, togoyo.
b3. Sere-Bviri (5) Sudan, Demokratska Republika Kongo: bai, belanda viri, ndogo, sere, tagbu.

## Vanjske poveznice
- Ethnologue (14th)
- Ethnologue (15th)